# Heupelzen
Heupelzen este o comună din landul Renania-Palatinat, Germania.

## Istoric
Heupelzen a fost menționat pentru prima dată în 1493 ca Huypeltzhusen, când o fermă locală a fost vândută bisericii din Hilgenroth. Denumirea actuală a locului este probabil compusă din "-zenul" care se încheie ca o contracție a "-hausen" și termenul mai apropiat "Heupel", probabil în sensul lui Hübbel / hill. Acest lucru ar putea indica spre Beulskopf din apropiere, cea mai mare înălțime din Verbandsgemeinde Altenkirchen.
Heupelzen a aparținut teritoriului contelor de la Sayn, care deține deja din secolul al XII-lea bunuri în Westerwald și în Eifel. Locuitorii au fost primii luterani și mai târziu reformați după introducerea Reformei în județul Sayn . După ce linia mai veche a Conelor de la Sayn a dispărut în 1606, județul Sayn a venit la Contele de Sayn-Wittgenstein-Sayn. După moartea ultimului contestatar din 1636, cele două fiice au moștenit județul și, în cele din urmă, au împărțit-o în secolul al XVII-lea la Sayn-Hachenburg și Sayn-Altenkirchen. Beul și Heupelzen aparțineau Sayn-Altenkirchen și erau astfel în zona de frontieră parohiilor Hamm și Birnbach, cărora li sa atribuit Sayn-Hachenburg. Zona de frontieră a județelor este încă parțial recunoscută de tranșele de frontieră și de vechile pietre de graniță.
Pe baza acordurilor Congresului de la Viena (1815), regiunea a fost cedată Regatului Prusiei. Sub conducerea prușilor, Heupelzen și Beul erau primarul Altenkirchen în cartierul nou construit din Altenkirchen (raionul Koblenz), atribuit și aparținând din 1822 provinciei Rin.
Punctul de reper al satului este astăzi turnul de observare Raiffeisen de 35 m.

## Geografie
Orașul principal Heupelzen, la o altitudine de 309 de metri, este înconjurat de pășuni și păduri din pădurea de stat Altenforte.
Municipalitatea cuprinde două districte: Heupelzen și Beul, la 1 km nord-est. Cu toate acestea, doar partea stângă, partea de vest a drumului de la Beul aparține municipiului Heupelzen, cealaltă parte a orașului Beul este un cartier din Busenhausen.
Alte comunități învecinate sunt Ölsen în nord-vest, Birkenbeul în nord, Busenhausen în est, Kettenhausen în sud și Oberirsen și Wölmersen în vest.

## Consiliu parohial
Consiliul municipal din Heupelzen este alcătuit din șase membri ai consiliului, care au fost aleși cu majoritate de vot la alegerile locale din 25 mai 2014, iar primarul de onoare este președinte.

## Cultură și atracții
Turnul Raiffeisen cu vedere spre Rothaargebirge, Siebengebirge și Hohe Acht (747 m) în Eifel (distanța 57 km) se află pe capul beul.

## Economie și infrastructură
Heupelzen este încă agricol, dar devine tot mai mult o comunitate rezidențială.

### Trafic
Apropierea de orașul Altenkirchen și stația de tren Au (Sieg) oferă posibilități bune de conectare. Între Altenkirchen, Heupelzen și Hamm funcționează o linie de autobuz.
1. ↑  Alle politisch selbständigen Gemeinden mit ausgewählten Merkmalen am 31.12.2018 (4. Quartal) (în germană), Statistisches Bundesamt[*], arhivat din original la 10 martie 2019, accesat în 10 martie 2019